# Moi Ivan, toi Abraham
Moi Ivan, toi Abraham è un film del 1993 diretto da Yolande Zauberman.

## Trama
In Polonia, negli anni trenta, per alcuni ragazzini cristiani era tradizione risiedere per qualche tempo in una famiglia ebraica per imparare un mestiere di artigiano. Per questo motivo, Ivan è mandato a vivere in una fattoria con Abraham e la sua famiglia. Lì ha imparato a parlare yiddish ed è diventato il migliore amico di Abraham. Ma l'antisemitismo, alimentato dalla povertà, dall'ignoranza e dalla superstizione, è feroce in questa comunità e i due ragazzi scappano nelle campagne per fuggire di fronte a un conflitto imminente. Viaggiando insieme in un ambiente minaccioso, rivelano la loro innocenza e inseparabilità.

## Riconoscimenti
- 1993 - Festival di Mosca
  - San Giorgio d'Oro